# Alfred E. Green
Alfred E. Green, född 11 juli 1889, död 4 september 1960, var en amerikansk filmregissör. Green stod för regin till över 100 filmer under åren 1916-1954. Fram till 1958 arbetade han som regissör för TV-serier. Han har fått en stjärna för filminsatser på Hollywood Walk of Fame vid adressen 6529 Hollywood Blvd.

## Filmografi urval

### Regi
- 1920 – Den förlorade sonen
- 1921 – Backvägen till Lyckan
- 1922 – Amatörpappan
- 1922 – Den fattige miljonären
- 1922 – Mannen med sjätte sinnet
- 1923 – En flicka på varje finger
- 1923 – Familjens olycksfågel
- 1924 – Bättre än sitt rykte
- 1924 – Förste styrman på Langland
- 1931 – Spelhusets hemlighet
- 1932 – Gentleman för en dag
- 1932 – En natt i kärlek
- 1933 – En farlig kvinna
- 1935 – Tillbaka till livet
- 1936 – Den gyllene pilen
- 1936 – Stenografi och kärlek
- 1936 – Två i en bil
- 1936 – Colleen
- 1937 – Född till gentleman
- 1939 – Hertigen av West Point
- 1940 – Efterlyst av polisen
- 1941 – Det hände i Washington...
- 1944 – Inga tecken på mord
- 1945 – Aladdins Äventyr
- 1948 – Död eller levande
- 1950 – The Jackie Robinson Story